# Deutscher Seniorentag
Der Deutsche Seniorentag ist eine bundesweite Veranstaltung zur Thematik des Älterwerdensin Deutschland. Er wird von der Bundesarbeitsgemeinschaft der Seniorenorganisationen (BAGSO) veranstaltet. Mit einem dreitägigen Veranstaltungsprogramm und einer Messe richtet er sich an ältere Menschen, ihre Angehörigen und Fachpublikum. Der Deutsche Seniorentag findet alle drei Jahre in einem anderen Bundesland statt. Die Deutschen Seniorentage stehen im Wechsel unter der Schirmherrschaft des Bundeskanzleramts und des Bundespräsidialamtes.
Der 14. Deutsche Seniorentag findet vom 2. bis 4. April 2025 in Mannheim statt.

## Zielsetzung und Programm
Ziel des Deutschen Seniorentages ist es, ein differenziertes und positives Altersbild in der Gesellschaft zu transportieren. Politik, Verbände und Gesellschaft diskutieren aktuelle Fragen der Seniorenarbeit und Seniorenpolitik. Zu jedem Deutschen Seniorentag veröffentlicht die BAGSO eine Erklärung zur Situation der älteren Menschen in Deutschland, die von allen rund 120 Mitgliedsverbänden verabschiedet wird. Darin positionieren sich die Verbände zu den seniorenpolitischen Herausforderungen der Zeit.
Der Deutsche Seniorentag wird mit einer Festveranstaltung in Anwesenheit des Schirmherren oder der Schirmherrin eröffnet. 2021 und 2018 hielt Bundespräsident Frank-Walter Steinmeier die Eröffnungsrede, 2015 in Frankfurt sprach Bundeskanzlerin Angela Merkel auf der Festveranstaltung. Das Programm aus Vorträgen, Workshops, Podiumsdiskussionen mit Persönlichkeiten des öffentlichen Lebens und Mitmach-Angeboten behandelt Themen wie Gesundheitsprävention, Bildung im Alter, Engagement, Wohnen, Mobilität, Verbraucherschutz und Pflege. Auf der Messe stellen Unternehmen unterschiedlicher Branchen, die BAGSO-Mitgliedsverbände sowie öffentliche Einrichtungen neue und innovative Ideen für ein aktives und gesundes Älterwerden und ihre Angebote für ältere Menschen vor. Der Deutsche Seniorentag 2018 hatte laut Veranstalterangaben 14.200 Teilnehmer. Der Deutsche Seniorentag 2021, der in Hannover stattfinden sollte, wurde aufgrund der Corona-Pandemie digital durchgeführt.

## Geschichte
Die ersten beiden Deutschen Seniorentage fanden 1987 und 1988 statt. Sie wurden vom Deutschen Seniorenring ausgerichtet. Ziel war es, ein freies und unabhängiges Forum für ältere Menschen und deren Organisationen zu schaffen und sich gemeinsam für einen Paradigmenwechsel in der Seniorenpolitik weg von einem defizitorientierten Altersbild hin zu aktivem und selbstbestimmten Älterwerden einzusetzen. Von den ersten beiden Deutschen Seniorentagen ging der Impuls aus, einen Zusammenschluss aller Seniorenorganisationen zu bilden, um die Interessen der Älteren in der Öffentlichkeit besser vertreten zu können. Aus dieser Initiative entstand 1989 die Bundesarbeitsgemeinschaft der Seniorenorganisationen (BAGSO). 1992 richtete die BAGSO erstmals den Deutschen Seniorentag aus. Er fand in Berlin unter der Schirmherrschaft von Bundespräsident Richard von Weizsäcker statt, der die Veranstaltung unter dem Motto „Ältere Menschen – Neue Perspektiven“ in der Deutschlandhalle eröffnete. Schwerpunkte waren u. a. aktives Altern, Engagement und angemessene Altersbilder. Seit 1997 wird der Deutsche Seniorentag alle drei Jahre von der BAGSO ausgerichtet. Er wird u. a. vom Bundesfamilienministerium finanziell gefördert.
Der Deutschen Seniorentag, der jeweils in einem anderen Bundesland stattfindet, bietet auch für die jeweilige Region eine Gelegenheit, ihre Seniorenpolitik darzustellen und bekannt zu machen. 1997 veranstaltete die sächsische Landeshauptstadt Dresden anlässlich des 5. Deutschen Seniorentags ein Sport- und Bewegungsprogramm für ältere Menschen sowie die Dresdner Seniorenkulturtage. Die Stadt Nürnberg lud im Jahr 2000 alle Seniorenverbände am Vortag zu einem Sternmarsch ein, an dem 10.000 Menschen teilnahmen
Seit dem 4. Deutschen Seniorentag im Jahr 1994 wurde neben dem Veranstaltungsprogramm eine Messe veranstaltet. Von 2000 bis 2015 firmierte sie unter dem Namen „SenNova“. Im Jahr 2018 wurde sie in „Messe des Deutschen Seniorentages“ umbenannt.

## Seniorentage

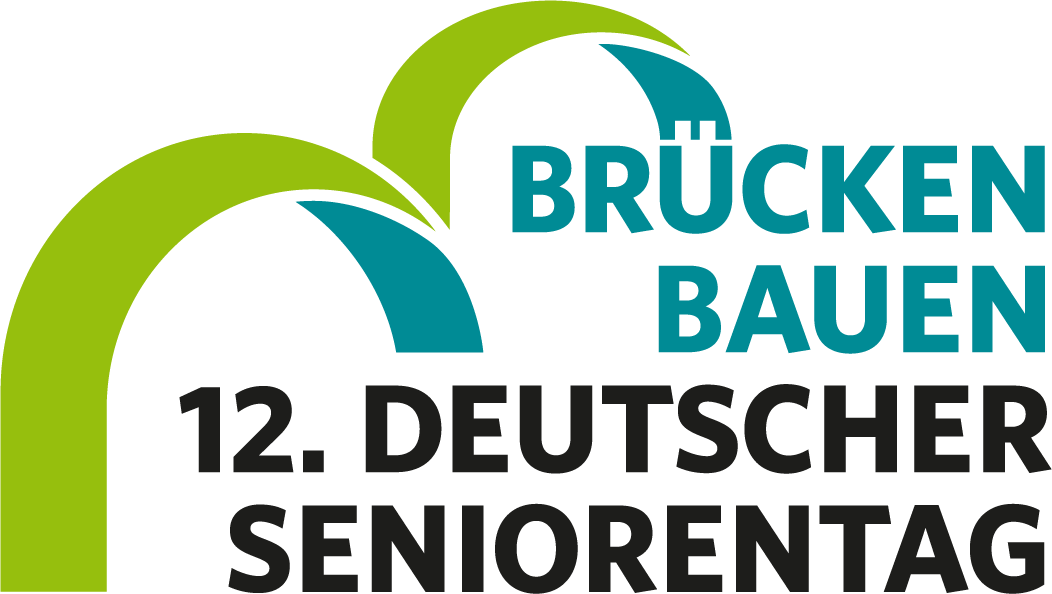

| Jahr | Deutscher Seniorentag     | Ort                | Motto                                  | Schirmherrschaft        |
| 1987 |                           | Düsseldorf         |                                        |                         |
| 1988 |                           | Düsseldorf         | Alt - na und?                          |                         |
| 1992 | 3. Deutscher Seniorentag  | Berlin             | Ältere Menschen - Neue Perspektiven    | Richard von Weizsäcker  |
| 1994 | 4. Deutscher Seniorentag  | Wiesbaden          | Alter in Bewegung                      | Helmut Kohl             |
| 1997 | 5. Deutscher Seniorentag  | Dresden            | Altern verbindet                       | Roman Herzog            |
| 2000 | 6. Deutscher Seniorentag  | Nürnberg           | Mit Senioren Zukunft gestalten         | Gerhard Schröder        |
| 2003 | 7. Deutscher Seniorentag  | Hannover           | Senioren – Aktiv in Europa             | Gerhard Schröder        |
| 2006 | 8. Deutscher Seniorentag  | Köln               | Alter als Chance                       | Horst Köhler            |
| 2009 | 9. Deutscher Seniorentag  | Leipzig            | Alter leben – Verantwortung übernehmen | Angela Merkel           |
| 2012 | 10. Deutscher Seniorentag | Hamburg            | JA zum Alter!                          | Joachim Gauck           |
| 2015 | 11. Deutscher Seniorentag | Frankfurt am Main  | Gemeinsam in die Zukunft!              | Angela Merkel           |
| 2018 | 12. Deutscher Seniorentag | Dortmund           | Brücken bauen                          | Frank-Walter Steinmeier |
| 2021 | 13. Deutscher Seniorentag | Hannover / digital | Wir. Alle. Zusammen.                   | Frank-Walter Steinmeier |
| 2025 | 14. Deutscher Seniorentag | Mannheim           | Worauf es ankommt                      | Olaf Scholz             |